# Salvatore D'Aquila
Salvatore "Toto" D'Aquila (pronunciación en italiano: /salvaˈtoːre ˈdaːkwila/) fue uno de los primeros jefes de la mafia ítaloestadounidense en Nueva York. Fue cabeza de propia familia criminal que luego sería conocida como la familia criminal Gambino.

## Primeros años y carrera
Salvatore D'Aquila nació el 7 de noviembre de 1873 en Palermo, Sicilia, hijo de Salvatore D'Aquila y su esposa Provvidenza Gagliardo. D'Aquila emigró a los Estados Unidos en 1906 y se convirtió en uno de los primeros capitanes de la familia criminal Morello en Harlem del Este. D'Aquila fue arrestado en 1906 y 1909 y en ambas ocasiones los cargos fueron desestimados. En 1910, el jefe de jefes Giuseppe "the Clutch Hand" Morello fue apresado y Salvatore D'Aquila se separó de la familia Morello. D'Aquila formó su propia familia criminal y fue señalado como el nuevo capo dei capi. Su familia criminal operaba desde Harlem del Este hasta el Bronx, donde rivalizaba con los Morello.
D'Aquila expandió el poder de su familia criminal hacia Brooklyn y los barrios del Lower East Side y Little Italy en el bajo Manhattan. Los miembros más prominentes de la familia D'Aquila fueron Umberto Valenti, Manfredi Mineo, Giuseppe Traina, y Frank Scalice. En 1920, luego de que Giuseppe Morello fuera liberado de la prisión, D'Aquila intentó hacer que él y sus aliados más cercanos sean asesinados. En 1925, D'Aquila se mudó de vuelta al Bronx.

## Muerte
El 10 de octubre de 1928, D'Aquila fue disparado en la Avenida A en Manhattan, con 54 años de edad. Luego de su asesinato, la familia de D'Aquila fue tomada por Manfredi Mineo.